# Buque de apoyo a buceo

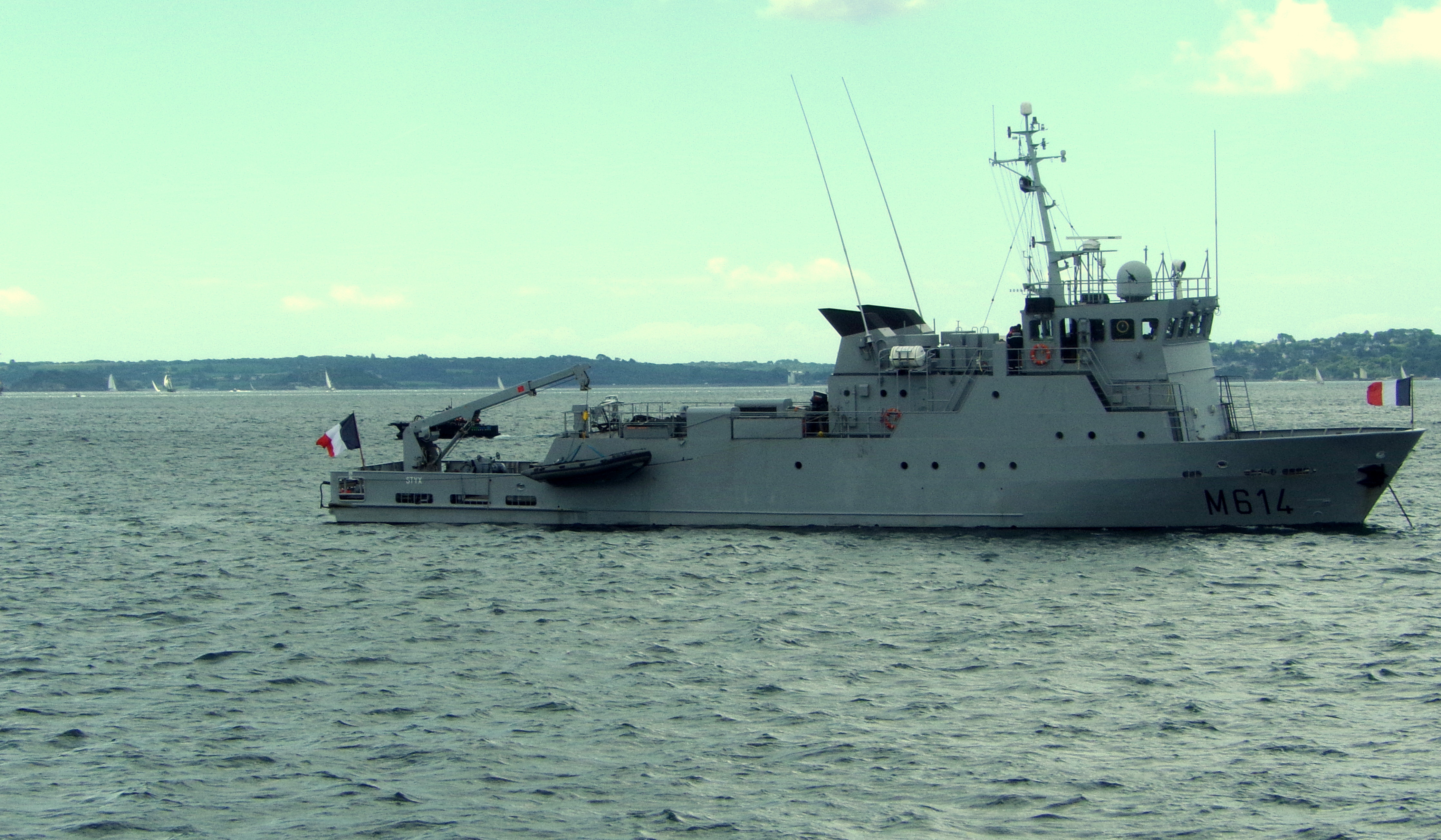
Buque Styx de la marina francesa

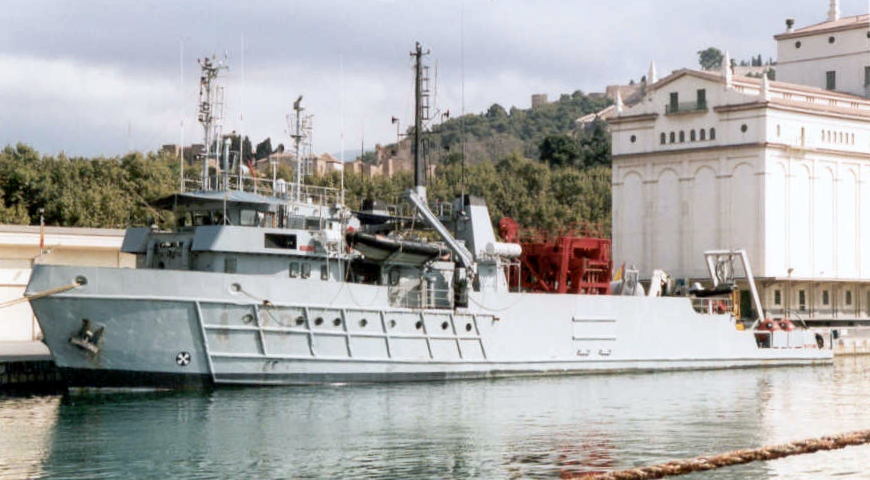
Neptuno (A-20) de la Armada española

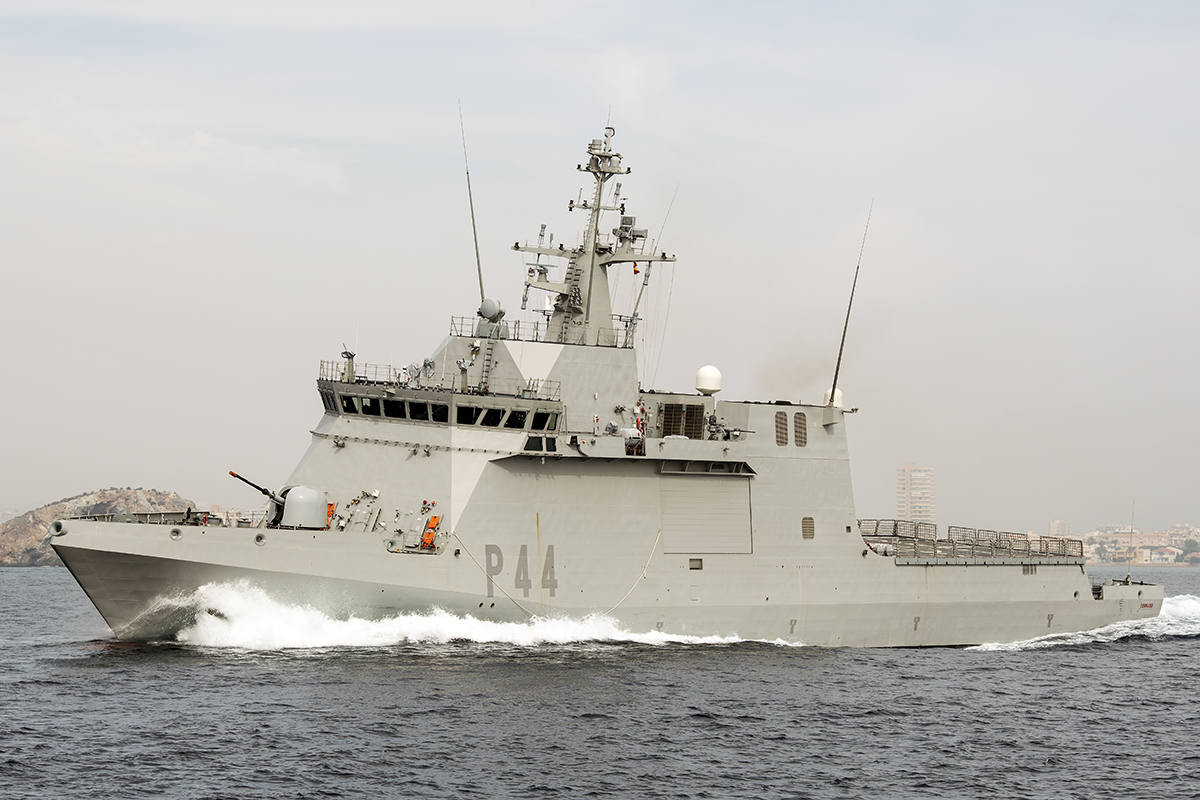
Clase Meteoro de la Armada española

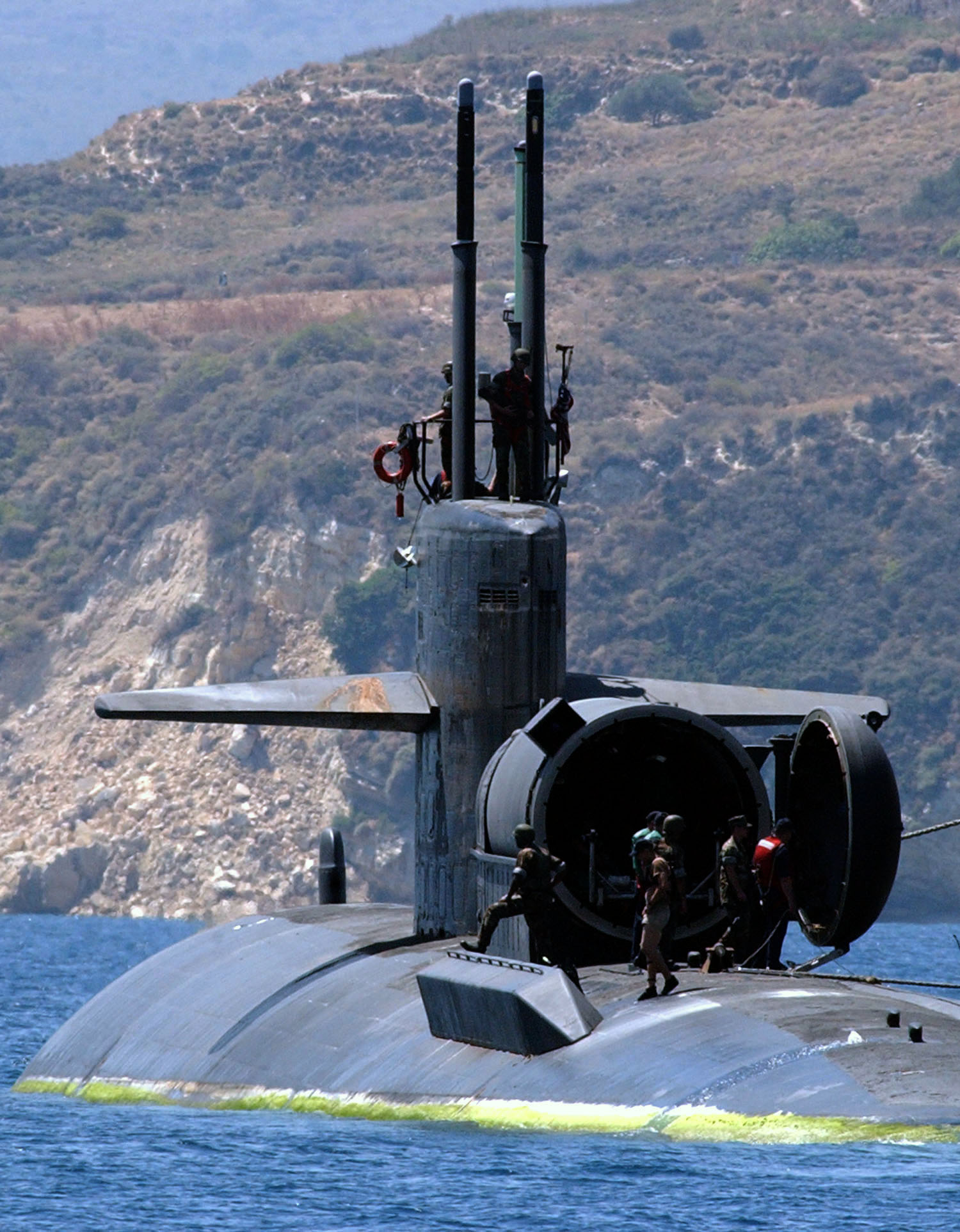
Hangar de cubierta del submarino.

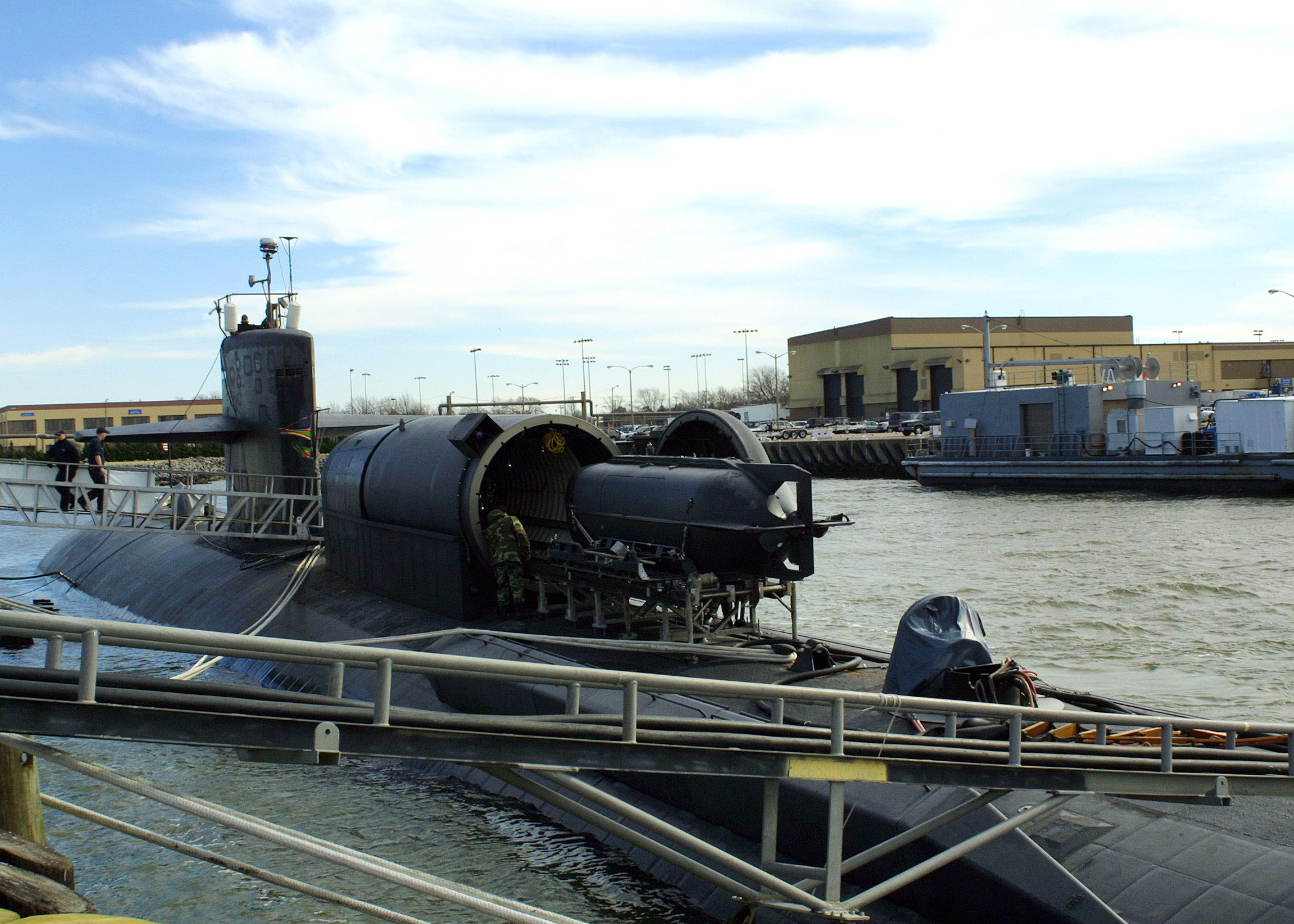
Minisubmarino SEAL Delivery Vehicle de los Navy SEAL, saliendo del hangar de cubierta del USS Dallas SSN-700 6

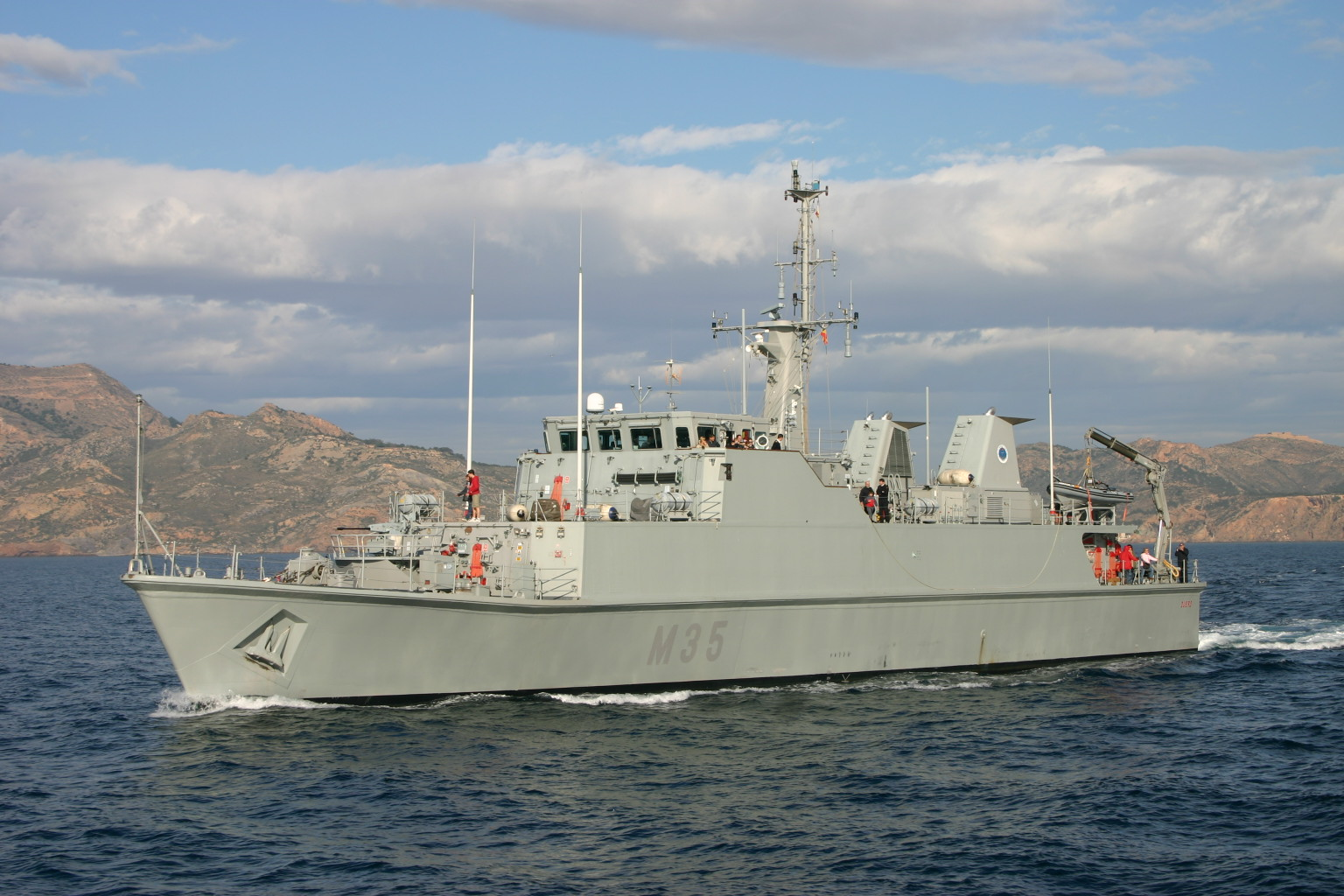
Clase Segura de la armada española

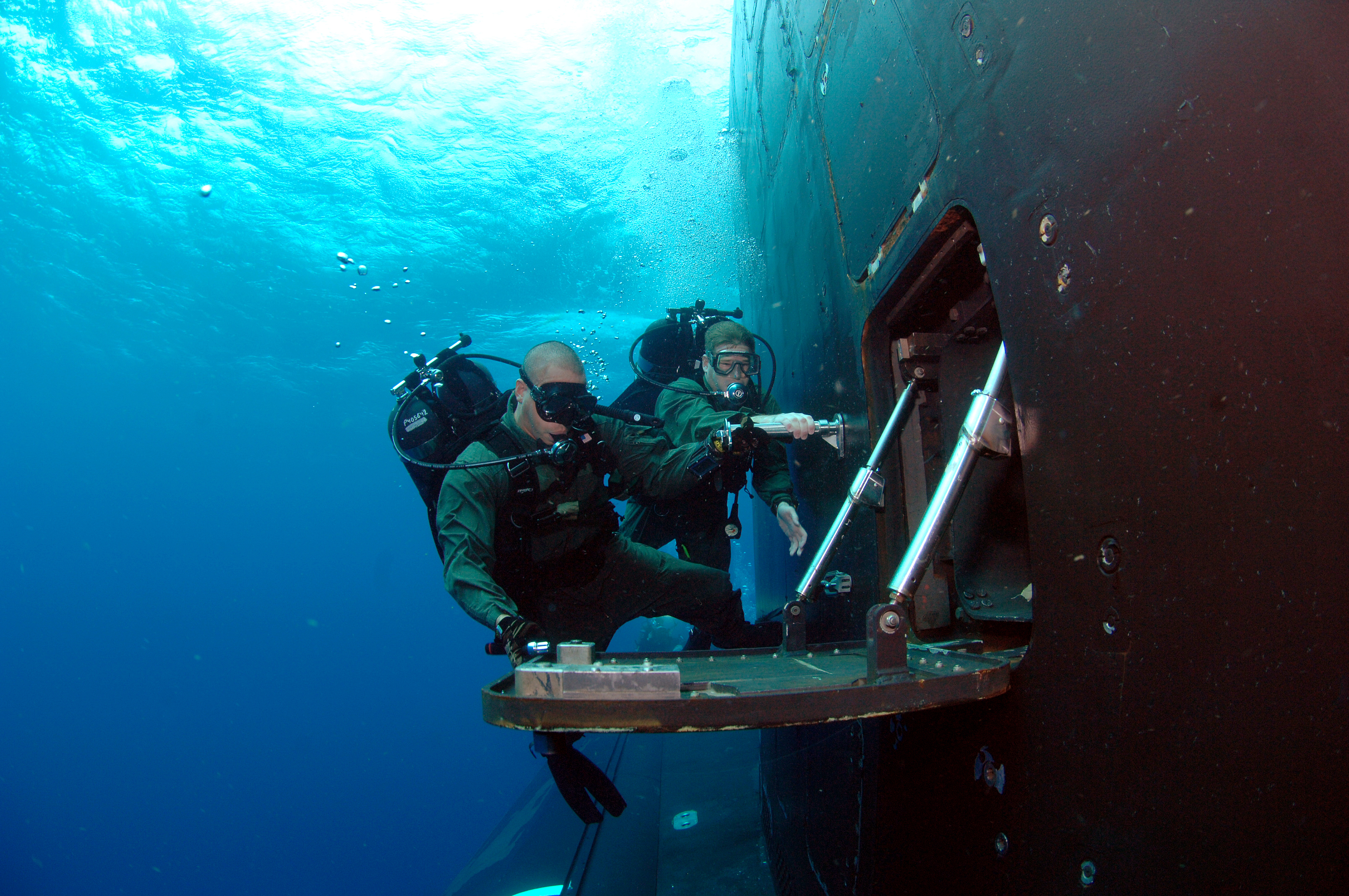
Esclusa de aire de un submarino nuclear de EE. UU.

El Buque de apoyo a buceo es una tipo de buque de guerra que gestiona buceo con fines militares, ya sea un buque auxiliar en apoyo de los buzos, o un buque de guerra contra minas con una base de apoyo para un buzo militar de desminado.

## Descripción
Se utilizan para involucrar a buzos de desminado como base de superficie para su misión o para los buceadores de combate, pero también a las fuerzas especiales para sus misiones. Un buzo de barco no se contrata desde embarcaciones especiales, sino desde cualquier barco.
Para un submarino, la adición de un módulo extraíble (dry deck shelter) o hangar de cubierta adjunto que permite a los buceadores de salir cuando está sumergido, le transforma en un buque de apoyo a buceo.